# Бодю, Юлия Григорьевна
Юлия Григорьевна Бо́дю, в девичестве — Черня (1933, село Фынтына Албэ, Бельцкий уезд, Румыния) — доярка колхоза имени Котовского Братушанского района, Молдавская ССР. Герой Социалистического Труда (1957).

## Биография
Родилась в 1933 году в крестьянской семье в селе Фынтына Албэ Бельцкого уезда Румынии. С 1950 года трудилась дояркой на молочно-товарной ферме колхоза имени Котовского (позднее — колхоз «Скынтея») Братушанского района с центральной усадьбой в селе Фынтына Албэ.
Первое время, когда была неопытной дояркой, обслуживала одиннадцать коров, надаивала ежедневно в среднем не более 60 килограмм молока с каждой коровы. В последующие годы изучала специальную литературу и передовой опыт других доярок, в результате чего взяла повышенное обязательство поднять надои до пяти тысяч килограмм в год с каждой коровы. В 1956 году получила от каждой закреплённой за ней фуражной коровы по 5085 килограмм молока. Этот трудовой результат стал одним из самых высоких в колхозе и Бартушанском районе.
Указом Президиума Верховного Совета СССР от 15 февраля 1957 года удостоена звания Героя Социалистического Труда за «выдающиеся успехи, достигнутые в деле подъёма всех отраслей сельского хозяйства, широкое применение достижений науки и передового опыта в сельскохозяйственном производстве, получение высоких урожаев сельскохозяйственных культур и повышение продуктивности общественного животноводства» с вручением ордена Ленина и золотой медали «Серп и Молот» (№ 6872).
Избиралась депутатом Покровского сельского Совета депутатов трудящихся Единецкого района. Член КПСС.
С 1959 года — заведующая детским садом колхоза имени Котовского Фалештского района. В 1980-х годах — доярка межхозяйственного районного объединения «Колхозживпром».
Дальнейшая судьба не установлена.
Награды
- Герой Социалистического Труда
- Орден Ленина
- Почётная грамота Президиума Верховного Совета Молдавской ССР.